# Efecto de mera exposición
El efecto de mera exposición es un fenómeno psicológico por el cual nuestro agrado o desagrado por determinado estímulo aumenta o disminuye, respectivamente, con la exposición repetida a este último. En otras palabras, las personas tienden a desarrollar una preferencia por determinados estímulos simplemente porque están familiarizados con ellos. En la psicología social, este efecto se denomina a veces «principio de familiaridad».
El efecto ha sido demostrado con muchos tipos de estímulos (incluyendo palabras, caracteres chinos, pinturas, fotografías de rostros, figuras geométricas y sonidos). En estudios de atracción interpersonal, cuanto más a menudo una persona es vista por alguien, más agradable y simpática parece ser esa persona.

## Investigación
La primera investigación conocida del fenómeno fue llevada a cabo por Gustav Theodor Fechner en 1876. Uno de los investigadores actuales más conocidos sobre este tema es el psicólogo Robert Zajonc, autor de Attitudinal Effects of Mere Exposure ('Efectos de actitud de la mera exposición'), artículo publicado en 1968. Zajonc dedicó buena parte de su carrera al estudio de la relación entre la repetición de un estímulo arbitrario y el ligero afecto que los individuos acaban desarrollando hacia este.
El efecto de mera exposición no depende de la experiencia consciente de familiaridad. De hecho, no depende en absoluto de la conciencia; se produce cuando las palabras o las fotos que se repiten son mostradas con tanta rapidez que los observadores nunca son conscientes de haberlas visto (como en la publicidad subliminal). Es más, este efecto es más pronunciado en el caso de estímulos que el individuo nunca percibe conscientemente.

## El efecto en el mundo animal
Zajonc argumentó que el efecto de mera exposición es un hecho biológico tan importante como profundo, y que se da también en todos los animales. A juicio de Zajonc, el efecto se produce cuando la exposición repetida a un estímulo no tiene consecuencias nocivas. Tal estímulo se convertirá eventualmente en una señal de seguridad. Las consecuencias de las exposiciones repetidas benefician al organismo en sus relaciones con el entorno inmediato. Permiten al organismo distinguir entre objetos y hábitats que son seguros de los que no lo son, y constituyen la base más primitiva de los vínculos sociales. Y, por consiguiente, son también la base de la organización y la cohesión sociales, las fuentes básicas de la estabilidad psicológica y social.

## Evidencia experimental
- Se llevó a cabo una demostración utilizando los periódicos estudiantiles de la Universidad de Míchigan y de la Universidad del Estado de Michigan. Durante varias semanas apareció en la portada del periódico un recuadro que contenía una de las siguientes palabras turcas: kadirga, saricik, biwonjni, nansoma e iktitaf. La frecuencia con que las palabras se repetían variaba: una de ellas se mostró una sola vez, y las demás aparecieron en dos, cinco, diez o veinticinco ocasiones separadas (las palabras que aparecían más a menudo en uno de los periódicos universitarios eran las que menos aparecían en el otro). No se ofreció ninguna explicación a los lectores y la respuesta que se dio a sus preguntas fue la siguiente: «La persona que utiliza el recuadro desea permanecer en el anonimato». Cuando la misteriosa serie de palabras cesó, los investigadores enviaron cuestionarios a las comunidades universitarias preguntando por las impresiones que producía cada palabra: si «significa algo “bueno” o algo “malo”». De acuerdo con los resultados, las palabras que aparecieron con más frecuencia fueron acogidas mucho más favorablemente que las que aparecieron una vez o dos. Esta conclusión ha sido confirmada por muchos otros experimentos, en los que se utilizaron ideogramas chinos, caras y polígonos construidos aleatoriamente.

- Zajonc desarrolló una demostración similar al exponer caracteres chinos durante cortas cantidades de tiempo a dos grupos de individuos. A los individuos se les dijo que estos símbolos representaban adjetivos y se les pidió que evaluaran si los símbolos tenían connotaciones positivas o negativas. Los símbolos que habían sido previamente vistos por los sujetos de prueba fueron constantemente clasificados como más positivos que los que no habían sido vistos antes.

- La mera exposición no se limita a los humanos. Para demostrarlo se llevó a cabo el siguiente experimento: uno de los ayudantes de Zajonc expuso dos conjuntos de huevos de gallina fertilizados a diferentes sonidos. Después de la eclosión, los polluelos emitían menos señales de temor cuando se los expuso al sonido que habían oído mientras estaban dentro del cascarón.

- En otro experimento, se dio a probar a un grupo de sujetos de sexo masculino cuatro tipos de zumos de frutas tropicales que no conocían. Cada participante probó cada zumo 20, 10, 5 o 0 veces. Luego se les pidió que eligieran cuál les había gustado más. Los sujetos eligieron como favoritos aquellos que más habían probado. Los investigadores sugieren que este efecto tiene una función en la adquisición de las preferencias por ciertos alimentos.[1]